# Caneyville (Kentucky)
Caneyville es una ciudad ubicada en el condado de Grayson en el estado estadounidense de Kentucky. En el Censo de 2010 tenía una población de 608 habitantes y una densidad poblacional de 144,02 personas por km².

## Geografía
Caneyville se encuentra ubicada en las coordenadas 37°25′23″N 86°29′58″O / 37.42306, -86.49944. Según la Oficina del Censo de los Estados Unidos, Caneyville tiene una superficie total de 4.22 km², de la cual 4.2 km² corresponden a tierra firme y (0.61%) 0.03 km² es agua.

## Demografía
Según el censo de 2010, había 608 personas residiendo en Caneyville. La densidad de población era de 144,02 hab./km². De los 608 habitantes, Caneyville estaba compuesto por el 97.2% blancos, el 0.82% eran afroamericanos, el 0.33% eran amerindios, el 0% eran asiáticos, el 0% eran isleños del Pacífico, el 0.49% eran de otras razas y el 1.15% pertenecían a dos o más razas. Del total de la población el 0.82% eran hispanos o latinos de cualquier raza.